# Enaria antanala
Enaria antanala är en skalbaggsart som beskrevs av Künckel 1887. Enaria antanala ingår i släktet Enaria och familjen Melolonthidae. Inga underarter finns listade i Catalogue of Life.